# Maggie Stiefvater

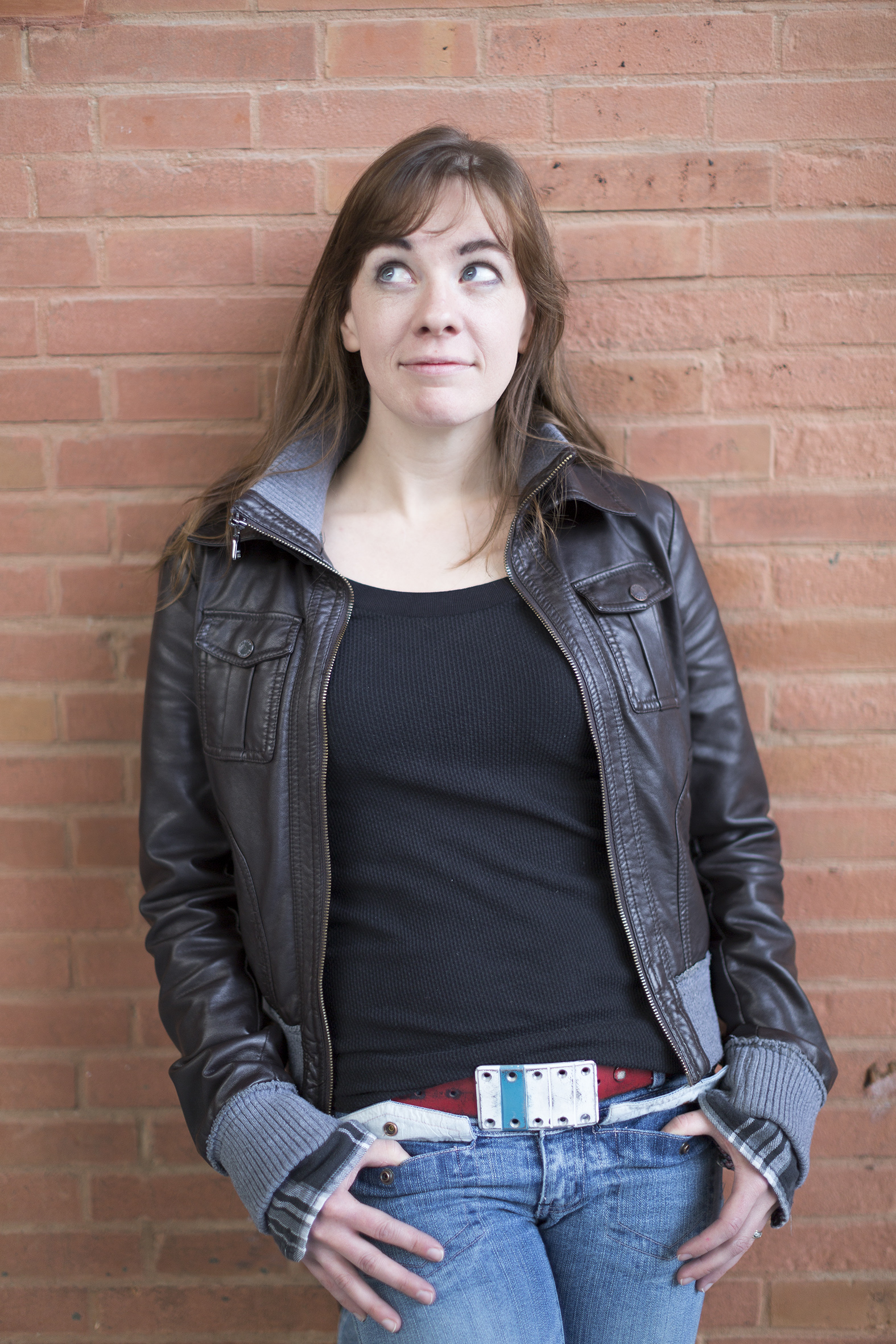
Maggie Stiefvater 2013

Maggie Stiefvater (* 18. November 1981 in Harrisonburg, Virginia) ist eine US-amerikanische Schriftstellerin von Jugendliteratur und Porträtkünstlerin.

## Leben
Maggie Stiefvater wurde als Heidi Hummel geboren. Mit 16 Jahren änderte sie ihren Vornamen Heidi offiziell in Margaret. Stiefvater war eine unermüdliche Leserin und sandte bereits mit 16 Jahren Manuskripte an Verlage. Als sie auf das Mary Washington College ging, hatte sie bereits 30 Romane geschrieben. Sie schloss das College mit einem Bachelor in Geschichte ab.
Stiefvater ist verheiratet und hat zwei Kinder.

## Verfilmungen
Zusammen mit Paramount Pictures erwarb Unique Features die Filmrechte von Shiver (Nach dem Sommer), kurz nachdem das Buch veröffentlicht wurde. Das Drehbuch schrieb Nick Pustay.
Im März 2023 befand sich eine Film-Adaption von Shiver (Nach dem Sommer) in der Entwicklung, wobei Andy Fickman die Regie übernehmen und Stiefvater als Beraterin fungieren sollte. Im November 2024 übernahm Claire McCarthy die Regie. Die Dreharbeiten vom 28. Oktober 2024 bis zum 11. Dezember 2024 in Vancouver sollen abgeschlossen sein, allerdings wurde noch kein Datum für die Veröffentlichung bekannt gegeben.

## Privates
Maggie Stiefvater ist Hobby-Rennfahrerin und schreibt Essays über Autos in diversen Online-Fachmagazinen. Sie besaß in den letzten Jahren mehrere Rennfahrzeuge und auch straßenzugelassene Sportwagen, wie einen '73er Chevrolet Camaro, zwei Mitsubishi Lancer Evo, einen Ford Fiesta ST, einen Datsun 280Z und einen Nissan 370Z, deren Kennzeichentafeln bzw. Lackierungen von ihren Romanen inspiriert sind (z. B. „Shiver“ und „Thief“ als Kennzeichen, oder „The Raven Boys“ als Design des Ford-Rallyefahrzeugs).

## Bibliografie
Books of Faerie – Buchreihe
1. Lamento: Im Bann der Feenkönigin. 2009, ISBN 978-3-426-28310-3. (Original: Lament: The Faerie Queen’s Deception. 2008.)
2. Ballade: Der Tanz der Feen. 2010, ISBN 978-3-426-28311-0. (Original: Ballad: A Gathering of Faerie. 2009.)
3. Requiem. 2015.

The Wolves of Mercy Falls – Buchreihe
1. Nach dem Sommer. 2010, ISBN 978-3-8390-0108-0. (Original: Shiver. 2009.)
2. Ruht das Licht. 2011, ISBN 978-3-8390-0118-9. (Original: Linger. 2010.)
3. In deinen Augen. 2012, ISBN 978-3-8390-0126-4. (Original: Forever. 2011.)
4. Schimmert die Nacht. 2015, ISBN 978-3-8390-0177-6. (Original: Sinner. 2014.)

The Raven Boys – Buchreihe
1. Wen der Rabe ruft. 2013, ISBN 978-3-8390-0153-0. (Original: The Raven Boys. 2012.)
2. Wer die Lilie träumt. 2014, ISBN 978-3-8390-0154-7. (Original: The Dream Thieves. 2013.)
3. Was die Spiegel wissen. 2015, ISBN 978-3-7855-8330-2. (Original: Blue Lily, Lily Blue. 2014.)
4. Wo das Dunkel schläft. 2017, ISBN 978-3-7855-8331-9. (Original: The Raven King. 2016.)

The Dreamer – Buchreihe (Spin-Off von The Raven Boys)
1. Wie der Falke fliegt. 2022, (Original: Call Down the Hawk, November 2019.)
2. Wie Träume bluten. 2023.
3. Greywaren. 2022.

Einzelromane
- Wie Eulen in der Nacht. 2018, ISBN 978-3-426-52282-0. (Original: All the Crooked Saints. 2017.)
- Rot wie das Meer. 2012, ISBN 978-3-8390-0147-9. (Original: The Scorpio Races. 2011.)
- An Infinite Thread. 2008. – englisch
- Kiss Me Deadly. 2010. – englisch
- The Merry Sisters of Fate. 2012. – englisch
- Re:Myself. – englisch

## Auszeichnungen
Nach dem Sommer
- Indies Choice Book Award Finalist
- ALA Best Books for Young Adults
- ALA Quick Pick for Reluctant Readers
- Amazon Top Ten Books for Teens
- Publishers Weekly Best Books of 2009
- Border's Original Voices Pick & Finalist
- Barnes & Noble 2009 Top Twenty Books for Teens
- CBC Children’s Choice Awards Finalist
- 2010 SIBA Book Award, Finalist
- Junior Library Guild Selection (Shiver and Linger)
- Colorado Blue Spruce Young Adult Nominierung
- Glamour's Best Book to Curl Up With
- VOYA's Perfect Ten, 2009
- BDB Top Young Reads of 2009

Lamento: Im Bann der Feenkönigin
- ALA 2010 Popular Paperbacks for Young Adults
- ALA 2010 Best Books for Young Adults
- SIBA Book Award Nominee
- Starred review, Publisher's Weekly
- Starred review, Booklist
- Starred review, KLIATT

Wen der Rabe ruft
- LovelyBooks Leserpreis 2013 in der Kategorie Fantasy